# 三岛德七
三岛德七（日语：三島徳七, 1893年2月24日—1975年11月19日）是一位日本冶金学家。

## 生平
1893年出生于日本兵库县，1920年毕业于东京大学工学部冶金学科，后留校任教。1931年发明MK钢。

## 荣誉
1939年被选为日本十大发明家，1951年被授予文化功勞者，1953年被选为东京大学荣誉教授。1966年获得勳一等瑞寶章。